# Hold It Against Me
"Hold It Against Me" (en català: No ho posis en contra meva) és una cançó de gèneres pop i dance-pop de la cantant Britney Spears. És el primer senzill per al sèptim àlbum d'estudi titulat Femme Fatale, i va ser escrit per Max Martin, Lukasz Gottwald, Bonnie McKee i Mathieu Jomphe i produït per Dr. Luke, Max Martin i Billboard. Va ser llançat en 11 de gener de 2011.

## Llista de cançons
- Digital download

1. "Hold It Against Me" – 3:49

- UK Digital download / CD Single[1]

1. "Hold It Against Me" – 3:49
2. "Hold It Against Me" (Instrumental) – 3:49

- Digital Remixes EP[2]

1. "Hold It Against Me" – 3:49
2. "Hold It Against Me" (Adrian Lux & Nause Radio) – 3:05
3. "Hold It Against Me" (JumpSmokers Club) – 6:02
4. "Hold It Against Me" (Ocelot Club) – 6:14
5. "Hold It Against Me" (Smoke 'N Mirrors Club) – 7:41
6. "Hold It Against Me" (Funk Generation Radio) – 3:48
7. "Hold It Against Me" (Tracy Young Ferosh Anthem Mix) – 8:38
8. "Hold It Against Me" (Abe Clements Radio) – 4:02